# Íjlant
Az íjlant vagy pluriarc fekete-afrika egyes területein található húros, pengetős hangszer tudományos elnevezése. Jellemzője, hogy egy üreges hangszertestből és több hozzá illesztett húrhordozóból áll. Minden húrja egy-egy ilyen íjszerűen megfeszített, rugalmas húrhordozóból indul ki, másik végük a közös test alsó részéhez csatlakozik.

## Besorolása, neve
A hangszerek Sachs–Hornbostel-féle osztályozásában az íjlant a lant egy fajtája a járomlant (líra) és a nyeles lant (pl. nyugati lant, gitár stb.) mellett. A lantok meghatározó jellemzője, hogy a húrjaik síkja közel párhuzamos a hangszertető síkjával. Az íjlant húrjai eléggé véletlenszerűen futnak, „síkjuk” nemigen értelmezhető, de igaz, hogy a húrok végpontjai a tetőn – a lanthoz hasonlóan – a hangszer hossztengelyére merőleges vonalat rajzolnak ki. Francia nyelvű szerzők a pluriarc elnevezést használják a hangszerek e csoportjára, utalva arra, hogy több íjszerű alkatrészt tartalmaznak.

## Elterjedése
Az íjlant ma három, egymással nem összefüggő közép-afrikai régióban található meg:
1. délnyugat-Angola, észak-Namíbia
2. nyugat-közép-Afrika az egyenlítő mentén Kongótól Gabonig
3. délnyugat-Nigéria, a történelmi Benin területe

Első európai ábrázolása Michael Praetorius Syntagma Musicum című, a 17. század elején kiadott művében található, ahol tévesen indiai hangszerként van leírva. A hangszer a híres benini bronzok némelyikén is szerepel.

## Felépítése, használata
Az íjlant egy üreges, legtöbbször dobozszerűen, falapokból vagy vesszőfonással összeállított hangszertestből, és kettő–nyolc hozzá csatlakozó rugalmas, kis íjra emlékeztető húrhordozó pálcából áll. Szerkezetileg két alaptípusa különböztethető meg aszerint, hogy a húrhordozó pálcák a hangszertest hátához vannak-e rögzítve, vagy a doboz felső kis lapjába fúrt lyukakba illeszkednek. A húrhordozókon hurkokkal rögzített húrok alsó vége a legtöbb esetben a tetőlapba fúrt lyukakon van átfűzve, rögzítve.
Az íjlant testének alsó részét a zenész a hasához szorítja, húrjait legtöbbször „üresen”, hárfaszerűen pengeti jobb kézzel, de előfordul, hogy a bal kéz a hangszer tartása közben a húrok leszorításával módosítja a hangokat.